# هاوسن

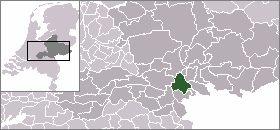
موقع هاوسن

هاوسن (تنطق بالهولندية: [ˈɦysə(n)]) هي بلدة في خيلدرلند، هولندا يبلغ عدد سكانها 17,000 نسمة. تقع في نيديرراين، في منطقة بين آرنم ونايميخن

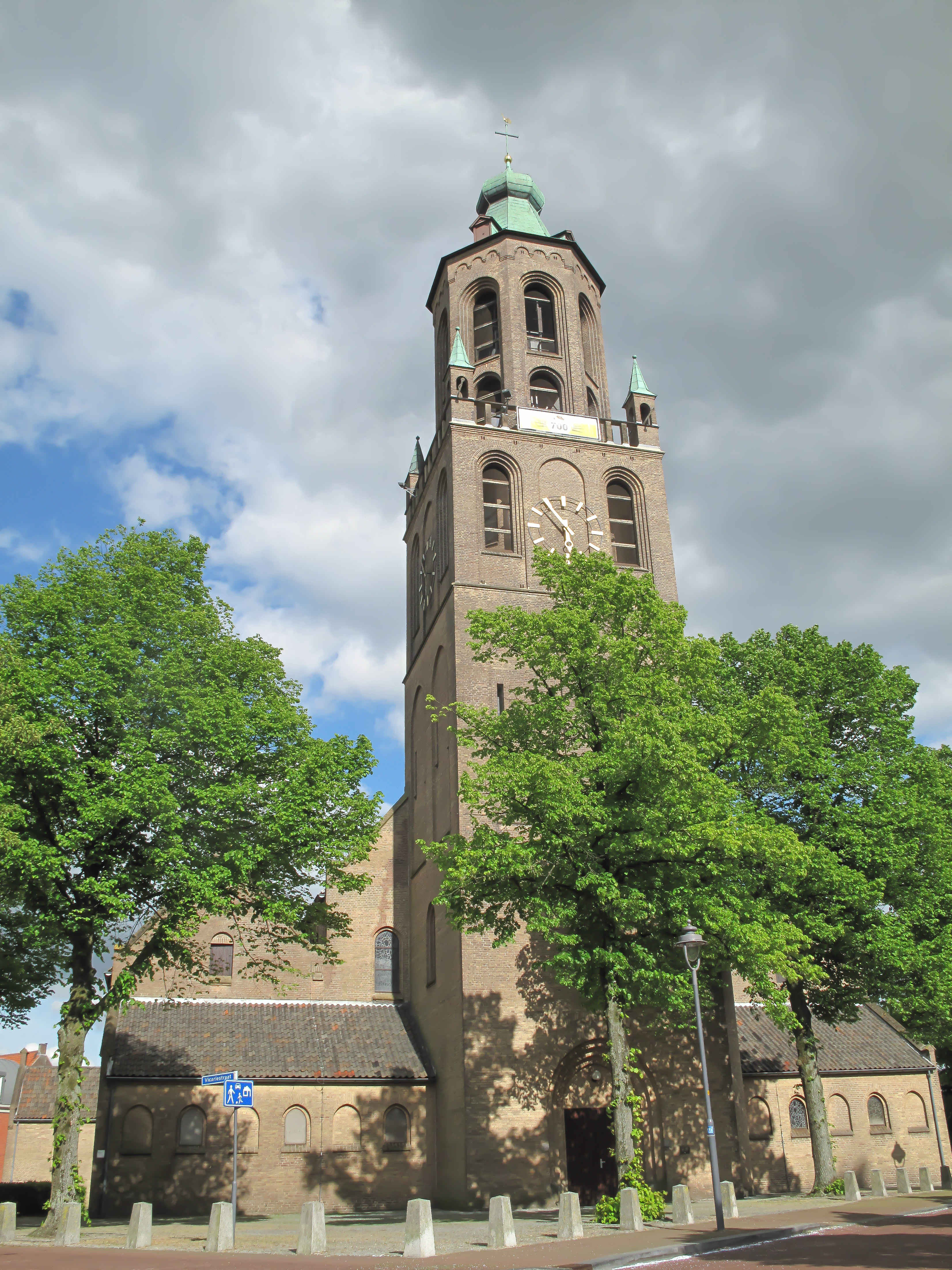
هاوسن، كنيسة: de Onze Lieve Vrouwe Ten Hemelopnemingskerk

## معرض صور

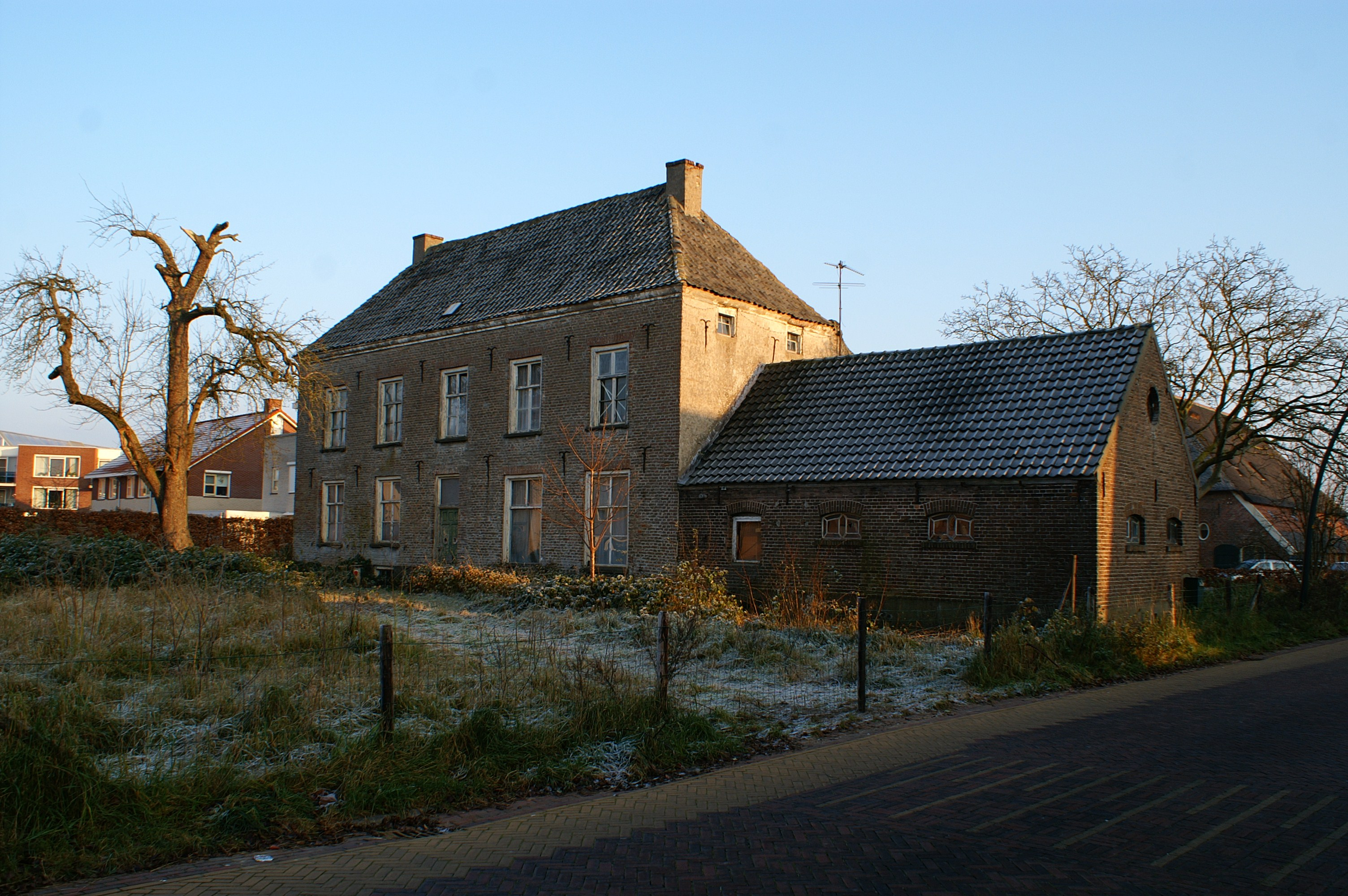
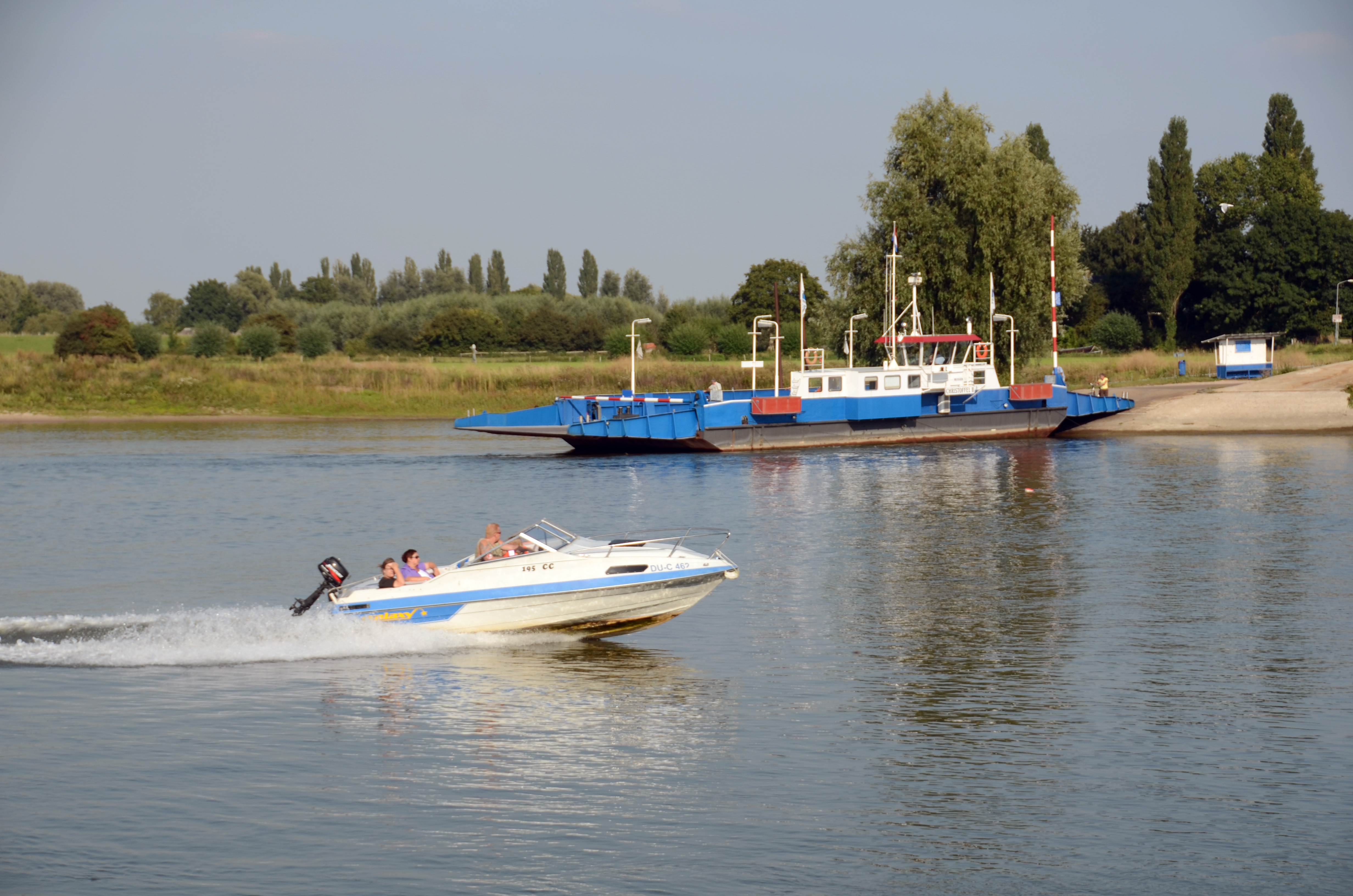
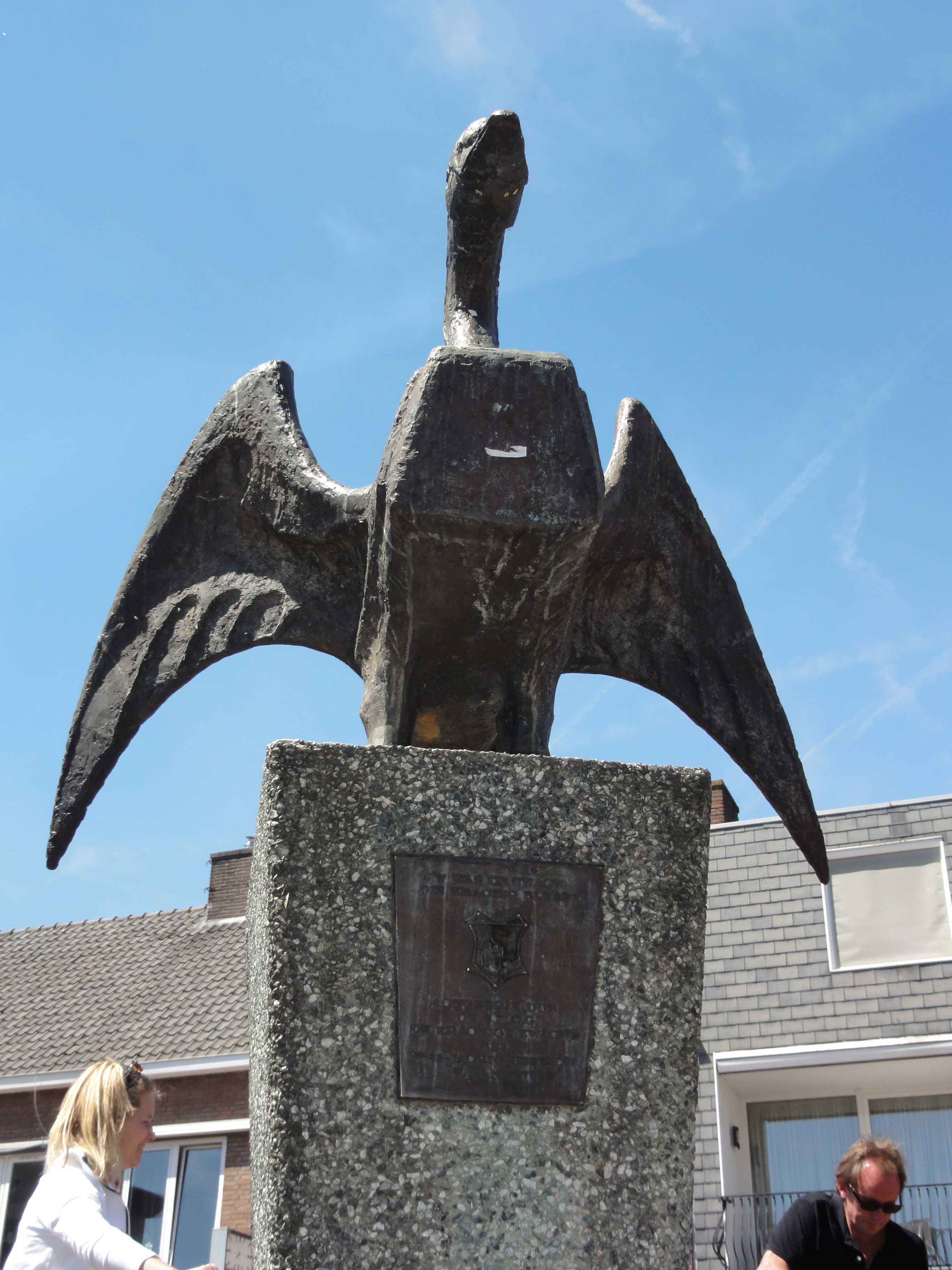
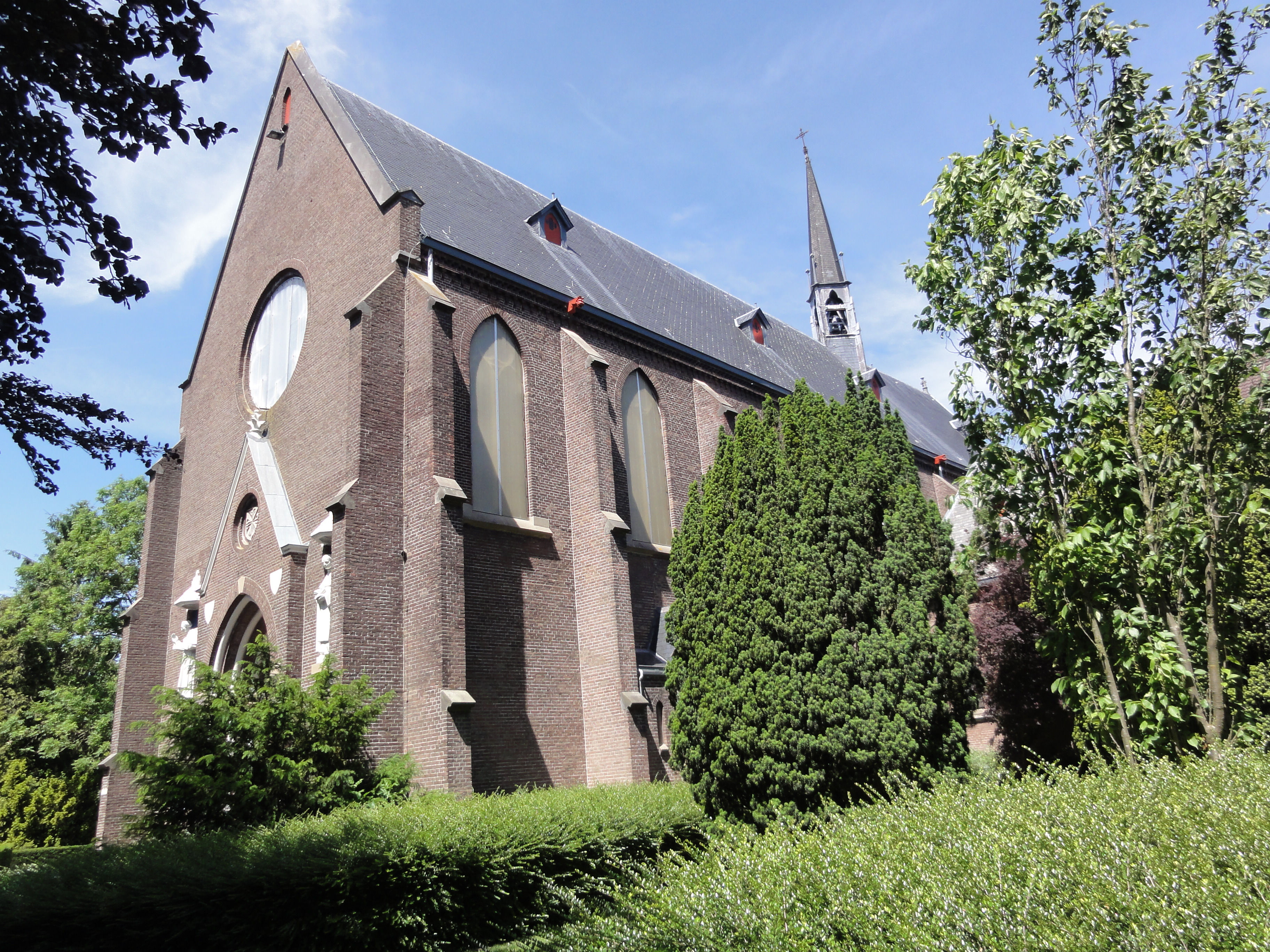
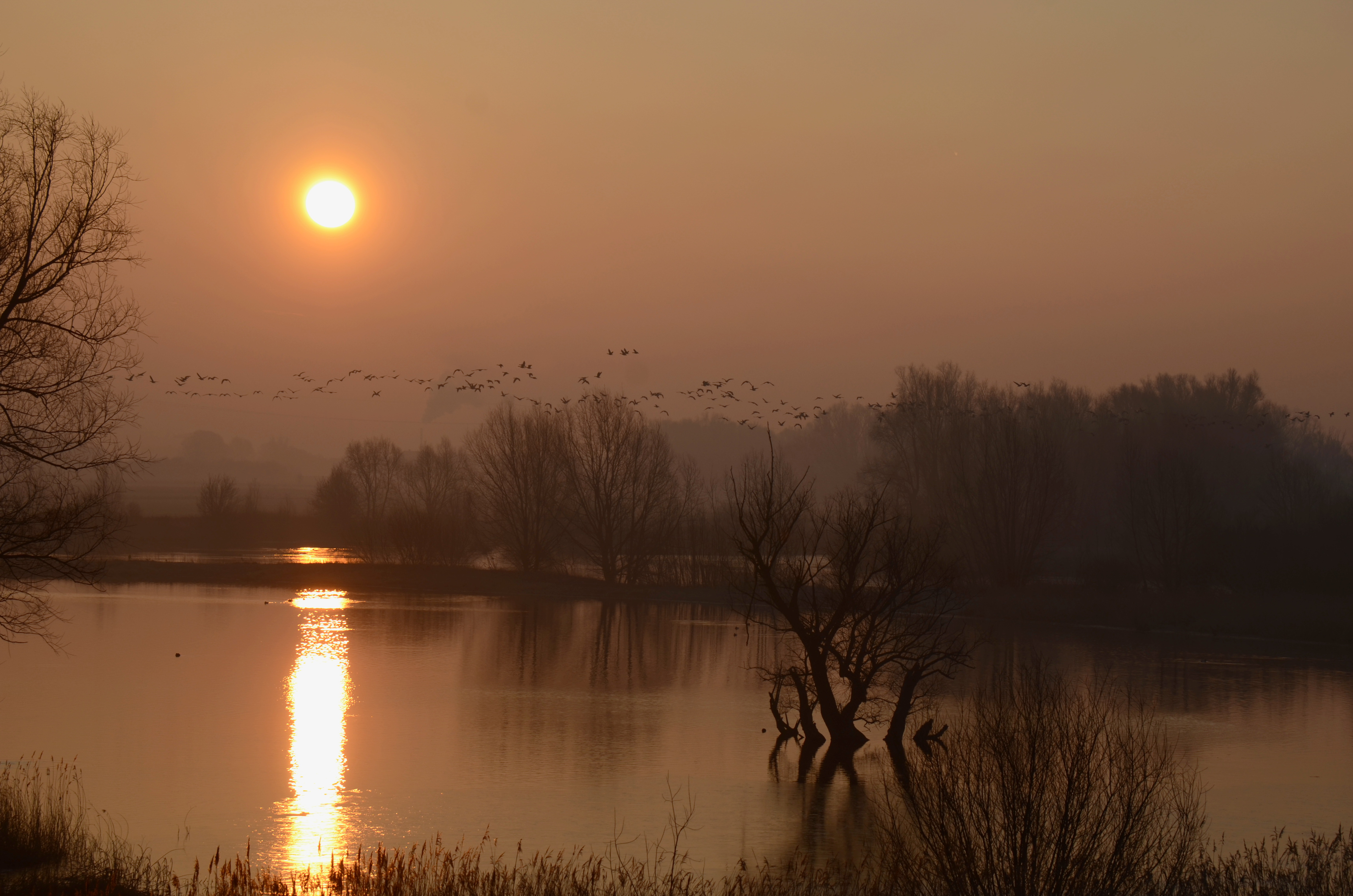